# Czechoslovakia (planetka)
(2315) Czechoslovakia je planetka nacházející se v hlavním pásu asteroidů. Byla objevena 19. února 1980 českou astronomkou Zdeňkou Vávrovou  z hvězdárny Kleť. Byla pojmenována po vlasti objevitelky, Československu. Kolem Slunce oběhne jednou za 5,23 let.